# Ready for Romance
Ready For Romance (с англ. — «Готовый к романтике») — третий студийный альбом немецкой диско-группы Modern Talking, выпущенный 26 мая 1986 года.

## Об альбоме
Диск записан в конце 1985 года. «Ready For Romance» содержит такие хиты группы, как «Brother Louie» и «Atlantis Is Calling (S.O.S. for Love)». Кроме ФРГ этот альбом выпускался во многих странах, например, в Великобритании, Скандинавии, СССР и России, Италии, Венгрии, Франции, Испании, Болгарии, Венесуэле, Японии, Тайване, Корее, где обрёл не меньшую популярность, чем на родине. Группа активно проводила промокампанию в поддержку альбома и синглов на телевидении, в прессе и на радио по всему миру. Результатом этой работы стали высокие продажи пластинок, позволившие занять им верхние строчки хит-парадов множества стран в Европе (включая Великобританию, что являлось большим достижением для дуэта), Азии, Южной Африке и Южной Америке. По мнению многих критиков, альбом является одним из лучших среди всех альбомов группы.
Песня «Hey You» не была издана в СССР. Вместе с тем, она звучит на дискотеке в одном из эпизодов фильма «Команда „33“».
Томас Андерс во время мирового турне 1987—1988 гг. на концертах исполнял песни из этого альбома.
После объединения дуэта в 1998 году на альбоме «Back For Good» были представлены ремейки песен из альбома «Ready For Romance»: «Brother Louie», «Lady Lai», «Atlantis Is Calling (S.O.S. for Love)», «Angie’s Heart», получившие новые аранжировки.

## Список композиций
1. «Brother Louie» — 3:41
2. «Just We Two (Mona Lisa)» — 3:54
3. «Lady Lai» — 4:55
4. «Doctor For My Heart» — 3:16
5. «Save Me — Don’t Break Me» — 3:45
6. «Atlantis Is Calling (S.O.S. for Love)» — 3:48
7. «Keep Love Alive» — 3:25
8. «Hey You» — 3:20
9. «Angie’s Heart» — 3:37
10. «Only Love Can Break My Heart» — 3:35

## Позиции в чартах и сертификации
| Страна         | Место |
| -------------- | ----- |
| Австрия        | 1     |
| Великобритания | 76    |
| ФРГ            | 1     |
| Испания        | 4     |
| Нидерланды     | 7     |
| Норвегия       | 5     |
| Швеция         | 6     |
| Швейцария      | 1     |
| Франция        | 19    |

| Страна               | Статус     |
| -------------------- | ---------- |
| ФРГ (BVMI)           | Платиновый |
| Гонконг (IFPI HK)    | Золотой    |
| Испания (PROMUSICAE) | Платиновый |